# Наґурник (Мазовецьке воєводство)
Наґурник (пол. Nagórnik) — село в Польщі, у гміні Сецехув Козеницького повіту Мазовецького воєводства.
Населення — 148 осіб (2011).
У 1975-1998 роках село належало до Радомського воєводства.

## Демографія
Демографічна структура станом на 31 березня 2011 року:
|          | Загалом | Допрацездатний вік | Працездатний вік | Постпрацездатний вік |
| -------- | ------- | ------------------ | ---------------- | -------------------- |
| Чоловіки | 67      | 14                 | 44               | 9                    |
| Жінки    | 81      | 12                 | 53               | 16                   |
| Разом    | 148     | 26                 | 97               | 25                   |